# Kwalificatieplicht
Kwalificatieplicht is in Nederland sinds 2007 een onderdeel van de leerplicht. Het is de wettelijke verplichting voor ouders om hun kinderen onderwijs te laten volgen. Het gaat om kinderen waarover zij het ouderlijk gezag hebben, die onder de Nederlandse wet vallen, dat wil zeggen in Nederland wonen, onder de 18 jaar oud zijn, en nog geen startkwalificatie gehaald hebben. 
Een startkwalificatie is een diploma op minimaal mbo-2 niveau, havo of vwo. Dit is geregeld in de Leerplichtwet 1969.	

## Geschiedenis
In 2007 is de Leerplichtwet 1969 veranderd. De kwalificatieplicht is toen ingevoerd. Daarvoor bestond nog de mogelijkheid voor jongeren van 16 jaar en ouder, zonder startkwalificatie, om via de partiële leerplicht slechts 1 of 2 dagen per week onderwijs te volgen.

## Stoppen kinderbijslag
Op 2 februari 2010 werd in de Eerste Kamer een wetsvoorstel van het Kabinet-Balkenende IV aangenomen dat de kwalificatieplicht koppelt aan de kinderbijslag: voor kinderen van 16 en 17 jaar in Nederland die geen opleiding volgen en niet voldoen aan de kwalificatieplicht, kan de betaling van de kinderbijslag - op aangeven van de leerplichtambtenaar - worden gestopt.

## Caribisch Nederland
Op de BES-eilanden is de kwalificatieplicht vastgelegd in de Leerplichtwet BES. Op 1 januari 2011 werd de Wet sociale kanstrajecten jongeren BES ingevoerd. Deze voorziet in een vrijwillig cursusaanbod voor 18- tot 25-jarigen die de kans op instroom in het reguliere onderwijs en/of deelname op de arbeidsmarkt moet doen vergroten.